# Abditoporella turrita
Abditoporella turrita is een mosdiertjessoort uit de familie van de Hippoporidridae. De wetenschappelijke naam van de soort is, als Hippopodinella turrita, voor het eerst geldig gepubliceerd in 1952 door Osburn.